# Pavel Parfeni
Pavel "Pasha Parfeny" Parfeni, född 30 maj 1986 i Orhei, är en moldavisk sångare som tidigare var medlem i gruppen SunStroke Project. I Moldavien är han även känd som Pasha Parfeny eller enbart Pasha.

## Biografi
Musik har alltid spelat en viktig roll i Pashas liv. Båda hans föräldrar var musiker och har alltid stöttat honom genom hans egen musikkarriär. Hans mor var pianolärare vid Orheis musikskola. Hans far var sångare och gitarrist.
Hans musikkarriär började när han var sju år gammal då han började lära sig att spela piano vid musikskolan. År 2002 kom han in på Tiraspols musikcollege där han fick erfarenhet som sångare. År 2006 fortsatte han sina musikstudier vid den statliga akademin för musik, teater och konst där han provade på att komponera musik.

## Karriär
Pasha var med i bandet SunStroke Project mellan åren 2007 och 2009. Vid den moldaviska uttagningen till Eurovision Song Contest 2009 var han sångare i bandet då de framförde låten "No Crime" och kom på tredje plats. Året efter Pasha hade lämnat SunStroke Project så vann gruppen den moldaviska uttagningen till Eurovision Song Contest 2010 med låten "Run Away" och fick representera Moldavien i Oslo. Pasha hade deltagit som soloartist i uttagningen med låten "You Should Like" och hamnat på andra plats efter sitt forna band.
År 2011 deltog Parfeni i Moldaviens uttagning till Eurovision Song Contest 2011 med låten "Dorule". I finalen den 26 februari 2011 slutade han trea efter att ha fått 8 poäng av både jury och telefonröster vilket gav 16 poäng. Han var tre poäng bakom tvåan Natalia Barbu samt 4 poäng efter vinnarna Zdob și Zdub.
Parfeni ställde våren 2012 än en gång upp i den moldaviska uttagningen till Eurovision. Denna gång deltog han med låten "Lăutar" och han fick i finalen flest poäng av alla vilket innebär att han fick representera Moldavien vid Eurovision Song Contest 2012 i Baku i Azerbajdzjan. Han tävlade i den första semifinalen, den 22 maj 2012. Där tog han sig vidare till finalen som hölls den 26 maj. I finalen hamnade han på 11:e plats och fick totalt 81 poäng.

## Priser
Han har mycket erfarenhet från sitt deltagande i flera nationella och internationella festivaler och musiktävlingar där han vunnit flera gånger. Han har tagit emot flera priser för sina musikaliska framgångar. Redan år 2003 vann han tävlingen Voices of Transnistria. År 2007 kom han etta vid två festivaler i Bulgarien. År 2009 tog han emot ett internationellt pris och ett annat i Rumänien. Han vann även den internationella musikfestivalen Slavianski Bazar i Vitsebsk år 2009.

## Diskografi

### Singlar
- 2009 - "No Crime"
- 2010 - "You Should Like"
- 2011 - "Dorule"
- 2012 - "Lăutar"